# Хёйкадалюр
Хёйкадалюр (исл. Haukadalur) — долина в Исландии.
Долина Хёйкадалюр расположена в южной части Исландии, севернее озера Лёйгарватн, и находится на исландском Золотом кольце. В долине интересны многочисленные гейзеры, среди которых знаменитые Гейсир, или Великий Гейзер, и Строккюр. Великий Гейзер выбрасывает струи воды и пара многократно в день, но непериодично. Строккюр же «разряжается» каждые 10 минут.
Кроме гейзеров, в долине множество небольших горячих источников, среди которых выделяется небесно-синее озеро Блези. На севере долины, у подножья Исландского плато, расположен водопад Гюдльфосс, один из красивейших в Исландии.